# De Kalb (Misuri)
De Kalb es un pueblo ubicado en el condado de Buchanan en el estado estadounidense de Misuri. En el Censo de 2010 tenía una población de 220 habitantes y una densidad poblacional de 337,07 personas por km².

## Geografía
De Kalb se encuentra ubicado en las coordenadas 39°35′18″N 94°55′25″O / 39.58833, -94.92361. Según la Oficina del Censo de los Estados Unidos, De Kalb tiene una superficie total de 0.65 km², de la cual 0.65 km² corresponden a tierra firme y (0%) 0 km² es agua.

## Demografía
Según el censo de 2010, había 220 personas residiendo en De Kalb. La densidad de población era de 337,07 hab./km². De los 220 habitantes, De Kalb estaba compuesto por el 99.09% blancos, el 0.45% eran afroamericanos, el 0% eran amerindios, el 0% eran asiáticos, el 0% eran isleños del Pacífico, el 0% eran de otras razas y el 0.45% pertenecían a dos o más razas. Del total de la población el 0.45% eran hispanos o latinos de cualquier raza.